# Henrik Carlsen
Henrik Carlsen (født 30. november 1959 i København) er en dansk pianist, komponist, sanger og kapelmester (Street Beat fra 1982 til 1993). Opvokset i Brøndbyøster og gik på Statsgymnasiet Schneekloths Skole fra 1974 til 1977.
Blandt hans kompositioner er Ring-a-Ling med Tiggy, som lå 8 uger som nummer 1 på den danske hitliste i 1997 og solgte dobbelt platin. 
Han har (som komponist, keyboardspiller eller producer) også arbejdet sammen med Barcode Brothers, Los Umbrellos, Cartoons, Blå Øjne, E-Type (remix), Tore, Cæcilie Norby, Nina Forsberg, Multiman, Hartmann & Langhoff og mange andre.
I 2003 fik han konstateret sclerose og holdt derfor en lang pause i sin aktive musikkarriere.
Han arbejdede som lærer i folkeskolen fra 1995 til 2015, hvor han måtte stoppe pga sclerosen. Begyndte at arbejde med musikken igen og indspillede albummet Street Beat Revisited, der udkom i 2016. Han spillede alle instrumenter selv.  Arkiveret 1. maj 2018 hos  Wayback Machine
I 2018 udkom den virtuelle single The Captain & Me. Igen har han sunget og spillet alt selv.
WXYZ udkom i november 2019. Det var et instrumentalt, funky, jazz-rock-album, hvor Carlsen spillede alle instrumenter selv. WXYZ er navnet et band, der kun eksisterer i fantasien.
Det andet album med det fiktive band WXYZ udkom i november 2022 med titlen WXYZ II. Hele albummet er indspillet i soveværelset siddende i sin kørestol. Ud over funky jazz indeholder det også big band og en violinserenade. Alle instrumenter spilles på virtuelle instrumenter på keyboard.